# 우곡초등학교
우곡초등학교는 대한민국 경상북도 고령군에 있는 초등학교다.

## 학교 연혁
- 1933년 12월 5일 - 우곡공립보통학교(4년제) 개교(설립인가 11월 19일)
- 1938년 4월 1일 - 우곡공립심상소학교로 개칭
- 1941년 4월 1일 - 우곡공립국민학교(6년제)로 개칭
- 1994년 3월 1일 - 특수학급 1학급 설치
- 1996년 3월 1일 - 우곡초등학교로 개칭
- 2013년 3월 1일 - 도진분교장 본교로 통폐합
- 2014년 3월 1일 - 제30대 진상배 교장 부임
- 2017년 2월 15일 - 제84회 졸업 (총 4,014명)

## 학교 상징
- 교목(校木) - 플라타너스
- 교화(敎化) - 백일홍

## 참고 자료
- 우곡초등학교 - 한국교육학술정보원 학교알리미